# Al otro barrio
Al otro barrio es una película española de comedia de 2024, dirigida por Mar Olid en su primer largometraje como directora y escrita por Daniel Monedero y Francisco Arnal. Es un remake español de la película francesa de 2019 Jusqu'ici tout va bien, la cual fue escrita por Khaled Amara, Mohamed Hamidi y Michaël Souhaité. Está protagonizada por Quim Gutiérrez, Sara Sálamo y María de Nati, entre otros y se estrenó en cines españoles el 5 de diciembre de 2024, con distribución de Buena Vista International España.

## Sinopsis
Intentar engañar a Hacienda ha sido una opción demasiado tentadora para Andrés (Quim Gutiérrez), el dueño de una agencia de comunicación; aunque no contaba con que le acabarían pillando. Además de la multa millonaria que le ha caído encima, ahora debe trasladar sus oficinas al barrio de Los Caños, en el extrarradio más marginal de la capital, o eso le parece a él. Pero es que Andrés estaba aprovechándose de una jugosa subvención por tener allí su sede, sin que hubiese puesto jamás los pies en el barrio. A regañadientes, él y sus empleados se trasladan a Los Caños.

## Reparto
- Quim Gutiérrez como Andrés Ocaña, director ejecutivo de la agencia.
- Sara Sálamo como Sara Fernández, directora financiera y de operaciones de la agencia.
- María de Nati como Lara Cortés, creadora de contenido y RRSS de la agencia.
- Javier Herrera como Benjamín «Benja» García, director comercial de la agencia.
- Hamza Zaidi como Ibrahim «Ibra» Abdallah, comerciante local de la agencia.
- Jorge Suquet como Jordi Arana, director creativo de la agencia.
- Yael Belicha como Adela Fernández, directora de recursos humanos de la agencia.
- Carmen Ruiz como Amparo Ballesteros, inspectora de Hacienda.
- Álvaro Fontalba como Alberto Torrejosa, inspector de Hacienda.
- Francesc Orella como Zamora
- Elena Ballesteros como Natalia
- Fernando Valdivielso como Lucho
- Carlos Librado como Policía
- Antonio Buíl como Mendoza

## Producción
La película es un remake de la película francesa de 2019 Jusqu'ici tout va bien, escrita por Khaled Amara, Mohamed Hamidi y Michaël Souhaité. En su versión española, está producida por Telecinco Cinema y Zeta Cinema, y contó con la participación de Mediaset España, Movistar Plus y Mediterráneo Audiovisual, con el respaldo de la Instituto de la Cinematografía y de las Artes Audiovisuales (ICAA). Los lugares de rodaje incluyeron varias localidades de Madrid, con Quim Gutiérrez, Sara Sálamo y María de Nati como protagonistas. El reparto lo completan Javier Herrera, Hamza Zaidi, Jorge Suquet, Yael Belicha, Fernando Valdivielso, Carmen Ruiz y Elena Ballesteros, con la colaboración especial de Francesc Orella, entre otros.

## Lanzamiento
Con distribución de Buena Vista International, la película tuvo su estreno el 5 de diciembre de 2024 en cines españoles.